# 每日一禁果
《每日一禁果》是達明一派解散後於1996年短暫重組而推出的歌曲，由兩位成員作曲、黃偉文填詞，收錄於專輯《萬歲萬歲萬萬歲》中。雖然只是一首小品式歌曲，並非港式流行曲，卻成為三台冠軍歌，並獲得叱咤樂壇流行榜至尊歌曲大獎。

## 簡介
歌曲以G大調寫成，4/4節拍，BPM為82。而填詞人是當年漸有名氣、以創新見稱的黃偉文，而這首詞的特點是文筆「佻皮」、富含隱喻。黃耀明後來受訪時透露歌詞原為批評《蘋果日報》，但亦衍生出多種解讀，包括
選擇、自由、大眾潮流、性取向等。
達明一派於1996年度叱咤樂壇頒獎禮領獎時，表示編曲的「Friends」是梁基爵、李端嫻和管立小學的Ben。

## 獎項
- 1996年度叱咤樂壇頒獎禮 - 至尊歌曲大獎
- 1996年度新城勁爆頒獎禮 - 勁爆另類歌曲歌曲獎
- 第十九屆十大中文金曲 - 最佳原創歌曲獎

## 流行榜成績
| 雷霆播放指數 | 903專業推介 | RTHK龍虎榜 | TVB勁歌金榜 |
| ------------ | ----------- | ---------- | ----------- |
| 1            | 1           | 1          | 1           |

## 其他版本
- 每日一禁果 Mark Lui（雷頌德） Remix，收錄於《Y100+黃偉文大選 (Grateful版)》
- 謝霆鋒 - 同場異夢音樂會
- 何韻詩 - 改編成Pop版本
- 蘇有朋、施易男、黃仲齊 - 追夢族